# De puddingkoningin
De puddingkoningin is het 242e stripverhaal van Jommeke. De reeks wordt getekend door striptekenaar Jef Nys. Het album verscheen op 4 juni 2008.

## Personages
In dit verhaal spelen de volgende personages mee:
- Jommeke, Flip, Filiberke, Annemieke, Rozemieke, Choco, Gravin van Stiepelteen, Odilon, Mic Mac Jampudding en Arabella Pott, Greet, Bert, Prospeer, Charlotte, boer Snor

## Verhaal
Op een dag ondergaat Arabella weer eens de zoveelste vernederingen van haar meester Mic Mac Jampudding. Ze heeft daar genoeg van en vertrekt (zoals ze ook al eens deed in album 185). Arabella komt uiteindelijk bij Jommeke terecht met behulp van haar paraplu. Jommeke geeft haar onderdak. Maar als Arabella dan, op aanraden van Jommeke, haar lekkere pudding klaar maakt, is deze pudding snel een groot succes in het dorp en even snel wereldwijd bekend. Door het maken van deze heerlijke pudding wordt Arabella steenrijk.
Toch heeft ze een beetje heimwee naar Schotland. Ze komt echter op het idee om het kasteel van Mic Mac Jampudding te kopen. Nu moet haar vroegere meester haar knecht zijn. Niet voor heel lang, want Mic Mac Jampudding kan dit niet langer verdragen en verlaat het kasteel voorgoed. Tussen Arabella en Mic Mac Jampudding dreigt het niet meer goed te komen. Gelukkig zullen Jommeke en Filiberke proberen iets te verzinnen zodat het weer goed komt tussen Mic Mac en Arabella. Tot slot lukt dit, en komt alles weer terug bij het oude. Uiteindelijk schenkt Arabella haar fortuin aan een goed doel.

## Uitgeverij
- Vanaf dit stripalbum verschijnt elk nieuw stripalbum onder uitgeverij Ballon-Media.

## Achtergronden bij het verhaal
- Het album verscheen in verschillende warenhuizen op 3 juni 2008. De officiële datum was echter gepland op 4 juni 2008.
- Mic Mac Jampudding woont in Schotland. Tijdens het verhaal betaalt hij Arabella met een briefje van vijf euro. Vreemd genoeg gebruikt Schotland als betaalmiddel geen euro maar wel Brits pond...? (2008)
- De fictieve naam, Andreas Harwol is een verbastering van een Amerikaans kunstenaar Andy Warhol.